# 夏侯威
夏侯威（201年？—249年？），字季權，三國時期曹魏將領，東漢曹操屬下名將夏侯淵之第四子。歷任荊、兗二州刺史。

## 生平
夏侯威少年已有俠義風範，更深具鑑人之能。他身為魏將夏侯淵的兒子，與當時的世子曹丕、曹植等十分友好。夏侯威初見年輕的羊祜時，認為他博學多識，有文才，而且善於言談，對他十分欣賞，於是出主意將兄長夏侯霸的女兒嫁給羊祜，而後來羊祜果然成為了一代將領。
後來，擅於相術的朱建平在曹丕的宴會上對夏侯威說道：「君四十九位為州牧，而當有厄，厄若得過，可年至七十，致位公輔（你四十九歲時將能位至州牧，但也會遇上災厄，若能捱得過此厄，那麼你的壽命可至七十，而且仕途上更能到達公輔）。」夏侯威在四十九歲時的確出任為兗州刺史，同時，他在那年的十二月上旬果然患了惡疾，夏侯威記起朱建平當年的批言，自以為難逃此厄，所以預先寫下遺囑及安排喪事。
他的病情在同月下旬時忽然轉壞，不料又突然好轉，更漸趨平復。夏侯威認為自己已經渡過危難，在農曆十二月三十日黃昏，延請郡中官僚大吏至其府中設筵擺酒，說到：「吾所苦漸平，明日雞鳴，年便五十，建平之戒，真必過矣（我的痛苦已漸漸平穩，當明日雞鳴時，我便五十歲，朱建平的戒言，我必定可以渡過了）。」但當筵席散去之後，夏侯威忽然閉上雙目，原來身上惡疾竟然再次發作，於當晚夜半逝世，諡號穆侯。

## 生卒年
《魏志·夏侯淵傳》引《世語》言夏侯威曰「歷荊、兖二州刺史」，《魏志·朱建平傳》言「夏侯威為兗州刺史，年四十九，十二月上旬得疾……三十日……夜半遂卒。」卒於任內。據近人王蕊統計排列，夏侯威任兗州刺史事，應在正始、嘉平之際，即西元249年左右，在桓範、令狐愚之後，黃華之前（見王蕊《魏晉十六國青徐兗地域政局研究》，頁131-132）。以此為據，則可推算出夏侯威應出生於西元201年左右。

## 評價
- 郭頒《魏晉世語》：「威字季權，任俠。」
- 潘岳《夏侯常侍誄並序》：「顯祖曜德，牧兗及荊。」
- 曹植《離友詩二首序》：「鄉人有夏侯威者，少有成人之風。余尚其爲人，與之昵好。」

## 家庭

### 父母
- 夏侯淵，三國時期曹魏重要將領。
- 曹操妻子之妹，或为丁氏。

### 妻
- 正室薛氏
- 繼室蔡氏[2]

### 兄弟姊妹
- 夏侯衡，夏侯威長兄，受曹家恩寵。承襲夏侯淵爵位，再轉封安寧亭侯。
- 夏侯霸，夏侯威次兄，本為護軍右將軍，受曹爽之恩，後曹爽被殺，向蜀漢投降。
- 夏侯稱，夏侯威三兄，有軍事才能，十六歲時射殺過老虎，曹操十分喜歡他，與曹丕也有交情，但十八歲時死去。
- 夏侯榮，夏侯威長弟，少而有才，七歲而能寫文、讀經書，過目不忘，曹丕也為之驚奇。十三歲時，與父在漢中，當夏侯淵被打敗時，奮而拔劍出戰，陣亡。
- 夏侯惠，夏侯威次弟，少而有才，善於奏議，多次與鍾毓有辯論，歷任散騎黃門侍郎、燕相 、樂安太守，三十七歲卒。
- 夏侯和，夏侯威三弟，有辯才。歷任河南尹、太常。
- 夏侯氏，夏侯威之族妹，十三四歲時，出城斬柴，被張飛納為夫人。

### 子
- 夏侯駿，夏侯威長子，任并州刺史。
- 夏侯莊，夏侯威次子，其妻為晉景獻羊皇后之堂妹，夏侯家族盛極一時。任淮南太守。

### 孫
- 夏侯湛，夏侯莊之子，博於文章，歷任南陽相、散騎常侍。[3]
- 夏侯淳，夏侯莊之子，官至弋陽太守。
- 夏侯光姬，夏侯莊之女，西晉琅琊王司馬覲的王妃，晉元帝司馬睿生母。

### 曾孫
- 夏侯承，夏侯淳之子，隨晉室南渡，官至散騎常侍。